# Blake Lively
Blake Ellender Lively (leánykori nevén Brown) (Los Angeles; 1987. augusztus 25. –) amerikai színésznő.
Leghíresebb szerepe Serena van der Woodsen volt  Gossip Girl – A pletykafészek című sorozatban, 2007 és 2012 között. Filmjei közé tartozik a Négyen egy gatyában (2005), a Négyen egy gatyában 2. (2008), a Tolvajok városa (2010), a Zöld Lámpás (2011), a Vadállatok (2012), az Adaline varázslatos élete (2015), A zátony (2016) és az Egy kis szívesség (2018).
2012 óta Ryan Reynolds színész felesége, négy gyermekük született.

## Élete és pályafutása
Lively Los Angeles Tarzana városrészében született, Ernie és Elaine Lively gyermekeként. Egy vér szerinti bátyja van, Eric Lively, valamint három féltestvére: két lánytestvér, Lori és Robyn, illetve egy fiútestvér, Jason Lively. Szülei és testvérei is a szórakoztatóiparban dolgoznak. Gyerekkorában azokba a színjátszókörökbe járt, ahol szülei oktattak, mert lányukat nem szerették volna bébiszitterre hagyni.
1998-ban játszott az apja rendezésében készült Sandman című filmben. A lány nem különösebben érdeklődött a színészet iránt, de testvére, Eric elérte, hogy az ügynöke elküldje néhány meghallgatásra. Ennek köszönhetően kapta meg Bridget szerepét a Négyen egy gatyában című 2005-ös vígjáték-drámában (Ann Brashares azonos című regényének filmadaptációjában), miközben végzős volt a Burbank High Schoolban. Livelyt díjra jelölték a Teen Choice Awardson a legjobb áttörést hozó női alakítás kategóriában. 2006-ban Justin Long oldalán a Felvéve című vígjátékban tűnt fel és még ebben az évben egy kis szerepet is kapott a Simon mondja című horrorfilmben. 2007-ben Lively egy bulimiás lányt alakított az Elvis és Anabelle című filmben.
2007-től ő alakíthatta a The CW Gossip Girl – A pletykafészek című sorozatában a főszereplő Serena van der Woodsent, mely meghozta számára az ismertséget. 2008-ban került mozikba 2005-ös filmjének folytatása, a Négyen egy gatyában 2. 2009-ben a Pippa Lee négy élete című romantikus filmben láthatták a nézők, Lively a címszereplő Robin Wright karakterét játszotta fiatalabb korában. 2010-ben Ben Affleck filmjében, a Tolvajok városában egy drogfüggő nő szerepét vállalta el. 2011 nyarán került mozikba a Zöld Lámpás című szuperhősfilm, melyben a főhős szerelmét, Carol Ferrist formálta meg. 2012-ben került mozikba a Vadállatok című bűnügyi film, Oliver Stone rendezésében. Ebben Lively olyan színészekkel szerepelt együtt, mint Taylor Kitsch vagy John Travolta.
2015-ben az Adaline varázslatos élete című filmben ő játszhatta a főszerepet. Egy évre rá újabb főszerepben tűnt fel, ezúttal A zátony című horrorfilmben. 2018-ban következett Paul Feig vígjáték-thrillere, az Egy kis szívesség, Anna Kendrick és Henry Golding filmes partnereként. A Mark Burnell azonos című regénye alapján készült The Rhythm Section (2020) című akciódrámában Lively főszereplőként egy drogfüggő prostituáltból lett bérgyilkost alakít.

## Magánélete
2007-től A pletykafészekben szereplő Penn Badgley párja volt, de kapcsolatuk csak 2008 májusában lett hivatalos, amikor együtt nyaraltak Mexikóban. 2010 októberében szakítottak, majd a színésznő Leonardo DiCaprióval randizott.
2012-ben Lively férjhez ment Ryan Reynoldshoz, akivel a Zöld lámpás című film forgatása alatt ismerkedett meg. Négy gyermekük született.

## Filmográfia

### Film
| Év   | Magyar cím                        | Eredeti cím                             | Szerep                                         | Magyar hang       | Rendező            |
| ---- | --------------------------------- | --------------------------------------- | ---------------------------------------------- | ----------------- | ------------------ |
| 1998 |                                   | Sandman                                 | Trixie / Fogtündér                             |                   | Ernie Lively       |
| 2005 | Négyen egy gatyában               | The Sisterhood of the Traveling Pants   | Bridget Vreeland                               | Oroszlán Szonja   | Ken Kwapis         |
| 2006 | Simon mondja                      | Simon Says                              | Jenny                                          |                   | William Dear       |
| 2006 | Felvéve                           | Accepted                                | Monica Moreland                                | Zsigmond Tamara   | Steve Pink         |
| 2007 | Elvis és Anabelle                 | Elvis and Anabelle                      | Anabelle Leigh                                 | Nemes Takách Kata | Will Geiger        |
| 2008 | Négyen egy gatyában 2.            | The Sisterhood of the Traveling Pants 2 | Bridget Vreeland                               | Nemes Takách Kata | Sanaa Hamri        |
| 2009 | Szeretlek, New York               | New York, I Love You                    | Gabrielle DiMarco                              |                   | Fatih Akın         |
| 2009 | Pippa Lee négy élete              | The Private Lives of Pippa Lee          | Pippa Lee fiatalon                             | Tenki Réka        | Rebecca Miller     |
| 2010 | Tolvajok városa                   | The Town                                | Kristina Coughlin                              | Csondor Kata      | Ben Affleck        |
| 2011 | Zöld Lámpás                       | Green Lantern                           | Carol Ferris                                   | Nemes Takách Kata | Martin Campbell    |
| 2011 | Hick                              | Hick                                    | Glenda                                         | Kiss Erika        | Derick Martini     |
| 2012 | Vadállatok                        | Savages                                 | Ophelia "O" Sage                               | Nemes Takách Kata | Oliver Stone       |
| 2015 | Adaline varázslatos élete         | The Age of Adaline                      | Adaline Bowman                                 | Balsai Móni       | Lee Toland Krieger |
| 2016 | A zátony                          | The Shallows                            | Nancy Adams                                    | Balsai Móni       | Jaume Collet-Serra |
| 2016 | Café Society                      | Café Society                            | Veronica Hayes                                 | Balsai Móni       | Woody Allen        |
| 2017 | Csak téged látlak                 | All I See Is You                        | Gina                                           | Balsai Móni       | Marc Forster       |
| 2018 | Egy kis szívesség                 | A Simple Favor                          | Emily Nelson / Hope McLanden és Faith McLanden | Nemes Takách Kata | Paul Feig          |
| 2020 | Ritmusszekció                     | The Rhythm Section                      | Stephanie Patrick                              | Nemes Takách Kata | Reed Morano        |
| 2024 | Képzeletbeli barátok              | IF                                      | Oktocica (hangja)                              | Nemes Takách Kata | John Krasinski     |
| 2024 | Deadpool & Rozsomák               | Deadpool & Wolverine                    | Wanda Wilson / Lady Deadpool (hangja)          | Borbély Alexandra | Shawn Levy         |
| 2024 | It Ends With Us – Velünk véget ér | It Ends with Us                         | Lily Bloom                                     | Gyöngy Zsuzsa     | Justin Baldoni     |
| 2025 | Még egy kis szívesség             | Another Simple Favor                    | Emily Nelson / Hope McLanden                   | Nemes Takách Kata | Paul Feig          |
| 2025 | Még egy kis szívesség             | Another Simple Favor                    | Charity McLanden                               | Kereki Anna       | Paul Feig          |

### Televízió
| Év        | Magyar cím                    | Eredeti cím         | Szerep                 | Megjegyzések                                                   |
| --------- | ----------------------------- | ------------------- | ---------------------- | -------------------------------------------------------------- |
| 2007–2012 | Gossip Girl – A pletykafészek | Gossip Girl         | Serena van der Woodsen | - főszereplő (121 epizód) - magyar hangja: - Nemes Takách Kata |
| 2009      | Saturday Night Live           | Saturday Night Live | önmaga (házigazda)     | 1 epizód (Blake Lively / Rihanna)                              |

## Fordítás
- Ez a szócikk részben vagy egészben  a   Blake Lively című angol Wikipédia-szócikk fordításán alapul.  Az eredeti cikk szerkesztőit annak laptörténete sorolja fel. Ez a jelzés csupán a megfogalmazás eredetét és a szerzői jogokat jelzi, nem szolgál a cikkben szereplő információk forrásmegjelöléseként.